# Arganbaum

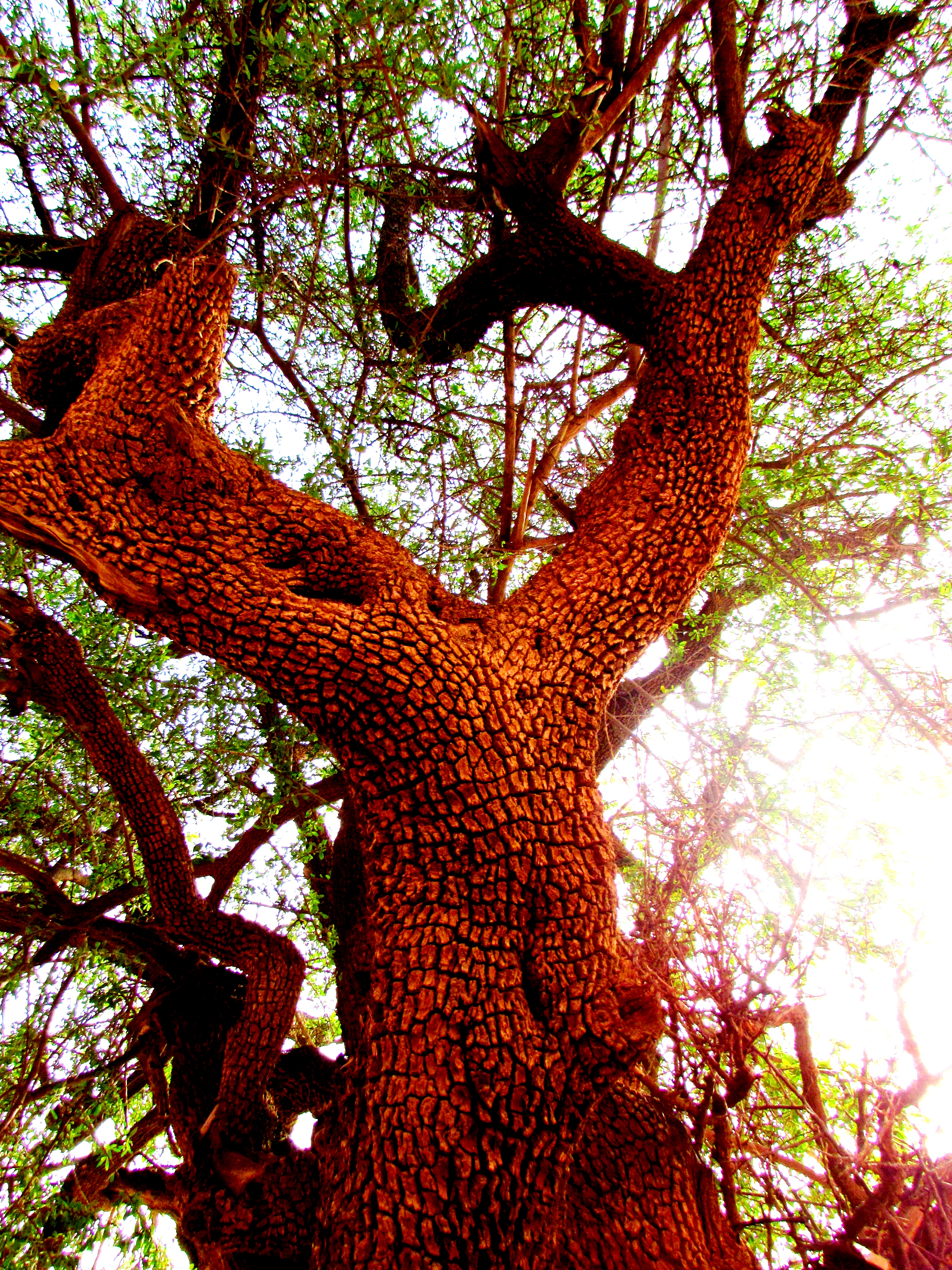
Arganbaum mit charakteristischer „Schlangenhaut“-Rinde

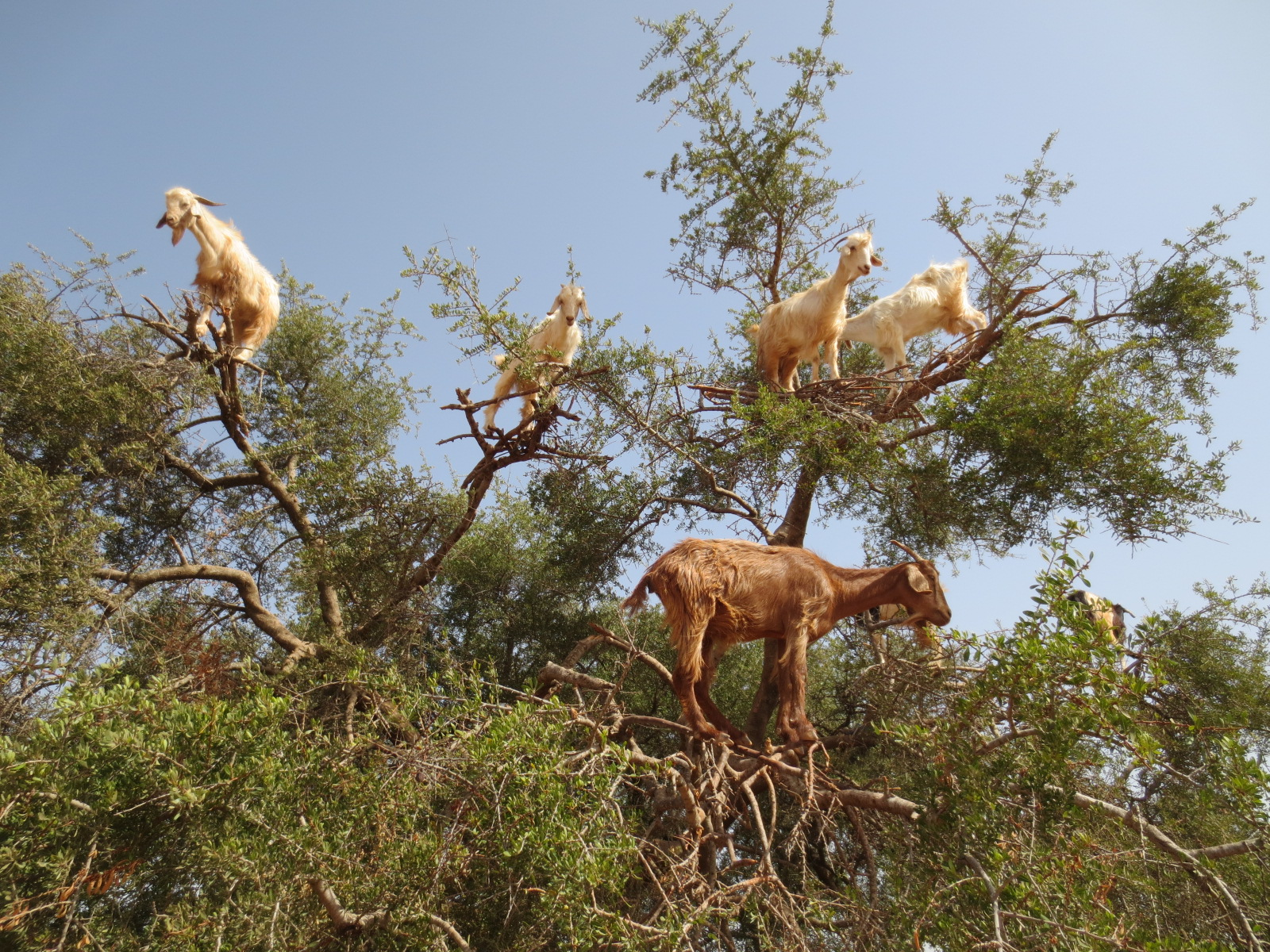
Ziegen sind trittsichere Kletterer und fressen die Blätter der Arganbäume

Der Arganbaum oder die Arganie (Argania spinosa (L.) Skeels, Syn.: Sideroxylon spinosum L., Argania sideroxylon Roem. & Schult.) ist die einzige Pflanzenart der monotypischen Gattung Argania, die zur Familie der Sapotengewächse (Sapotaceae) gehört.

## Herkunft
Der Arganbaum kommt als Endemit in Marokko, Algerien, in der Westsahara und in Mauretanien vor, er kann in Höhenlagen von bis zu 1300 Metern gedeihen. Auch wenn die Arganwälder wild und buschartig aussehen, so hat bis auf den heutigen Tag doch jeder Baum seinen Eigentümer, der strikt darauf achtet, dass kein Fremder die erntereifen Früchte aufsammelt. Da bis vor einigen Jahrzehnten keine professionellen Plantagen angelegt wurden und die Vermehrung fast ausschließlich natürlich erfolgte, ist die Unterscheidung zwischen ursprünglichen und verwilderten Vorkommen kaum möglich.
Der Arganbaum wird auch als Tertiärrelikt angesehen. Schon seit 80 Millionen Jahren soll er in Marokko wachsen; im Tertiär bedeckte er wahrscheinlich große Flächen in Nordafrika und Südeuropa, im Quartär schrumpfte sein Verbreitungsgebiet aufgrund der klimatischen Abkühlung auf einige wenige Gebiete im Süden Marokkos, Algeriens und im Norden Mauretaniens. Der Botaniker Louis Emberger beschrieb in den 1930er Jahren mehrere Standorte des Fôret d’Arganie in Mauretanien, wo die Pflanze prägend für den Charakter der Landschaft war. Heute wächst er beinahe nur noch auf ca. 820.000 ha im südwestlichen Marokko – ein Gebiet, das von der UNESCO im Jahr 1998 zusammen mit anderen Flächen zum Biosphärenreservat erklärt wurde; die jahrhundertealten Kenntnisse und Praktiken zur Nutzung des Baumes und seiner Früchte wurden im November 2014 als Immaterielles Kulturerbe der Menschheit anerkannt.
Im Süden Spaniens wie in der Region Murcia und der Valencianischen Gemeinschaft existieren hunderte Jahre alte Einzelexemplare beziehungsweise im Falle vom Monte Orgegia in unmittelbarer Nähe Alicantes eine intakte sich fortpflanzende Population. Ihre Herkunft ist nicht gesichert. Möglich ist die Verwilderung nach der Anpflanzung während der arabischen Herrschaft in Spanien zur Zeit des Mittelalters.

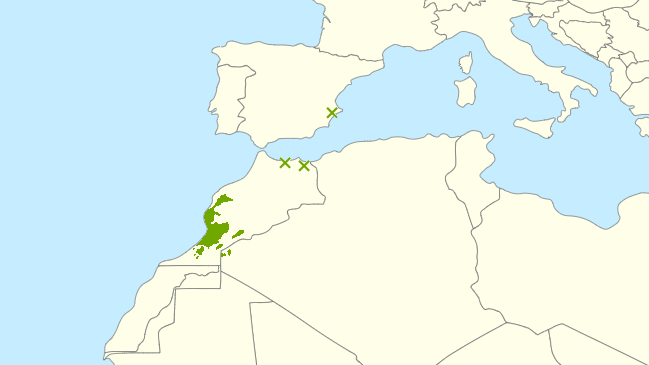
Wilde Vorkommen des Arganbaums

## Beschreibung

### Vegetative Merkmale
Der Arganbaum ist eine bedornte, trockenheitsresistente und verholzende, halbimmergrüne Pflanze mittlerer Größe, mit Wuchshöhen von bis zu 8–12 m, seltener bis zu 20 m. Der Baum hat für den relativ niedrigen Stamm eine weit ausladende, dichte Krone mit einem Durchmesser von bis über 14 m und einem Umfang von bisweilen mehr als 50 m, deren Äste sich teilweise bis auf den Boden herabneigen, wo sie allerdings schnell von Ziegen abgefressen werden. Der Stammdurchmesser kann 1 m oder mehr betragen. Die Wurzeln des Baumes reichen bis in Tiefen von etwa 30 m hinab. Der Arganbaum ist in der Lage, äußerste Trockenheit und hohe Temperaturen bis über 50 °C zu überstehen. Im Sommer und in Trockenzeiten verliert er einen Teil seines Laubes. Man nennt ihn auch „Eisenholzbaum“ (wie viele andere Baumarten) wegen seines harten Holzes. Der Arganbaum hat eine Lebenserwartung von 150 bis 400 Jahren. Er hat eine charakteristische, raue, netzrissige und würfelförmige „Schlangenhaut“-Rinde.
Er hat schmale und längliche oder elliptische bis verkehrt-eiförmige, -eilanzettliche und dickliche, wachsige, einfache Laubblätter, die zumeist in Gruppen erscheinen. Die kleinen, ledrigen, meist fast sitzenden bis kurz gestielten Blätter sind ganzrandig, unbehaart und etwa 2–4 cm lang und 1 cm breit. Sie sind meist abgerundet bis seltener spitz und erscheinen achselständig neben den spitzen Dornen.

### Generative Merkmale
Die sitzenden, kleinen zwittrigen, duftenden Blüten sind fünf- bis sechszählig und gelb-grün mit doppelter Blütenhülle. Sie erscheinen achselständig und einzeln oder in kleinen Gruppen. Es sind zwei bräunliche Deckblätter vorhanden. Die rundlichen Kelchblätter sind fein behaart und gelblich. Die kurzen Kronblätter sind kapuzenförmig, die antipetalen Staubblätter sind vorstehend, dazwischen sind ebenso viele reduzierte und spitze Staminodien vorhanden. Der behaarte und dreikammerige Fruchtknoten ist oberständig mit einem relativ kurzen, konischen Griffel.
Die eiförmigen bis ellipsoiden, teils bespitzten, etwa 2–4 cm langen und 1,5–3 cm breiten Beeren sind hart, mit ledriger, gummiger, dicker und bitterer Schale. Zur Reife sind sie gelblich bis orange, rötlich mit einem wohlriechenden Perikarp. Der eiförmige, glatte, hellbräunliche und mandelgroße, sehr harte, falsche Steinkern (Nuss) besteht aus einem einzelnen oder aus bis zu vier zusammengewachsenen Samen. Diese enthalten jeweils einen weißlichen, abgeflachten und elliptischen Samenkern (Plättchen), dieser ist etwa so groß wie ein großer Sonnenblumenkern. Aus diesen „Samenplättchen“ wird dann das Öl gewonnen.
Erste Früchte sind nach fünf Jahren zu erwarten, allerdings ist der größte Ertrag erst im Alter von 50 bis 60 Jahren erreicht. Die Früchte des Arganbaums reifen erst ab Juni oder Juli des nächsten Jahres in einem sogenannten „überjährigen Zyklus“ und besitzen bitteres Fruchtfleisch. Ein Baum kann in guten Jahren mehrere Generationen von Blüten und Früchten zugleich tragen. Die Früchte sind etwa so groß wie Datteln und sehen diesen in trockenem Zustand ähnlich. In unreifem Zustand sieht die Arganfrucht aus wie eine Mischung aus Olive und gelber Pflaume, ist morphologisch jedoch eine Beere.

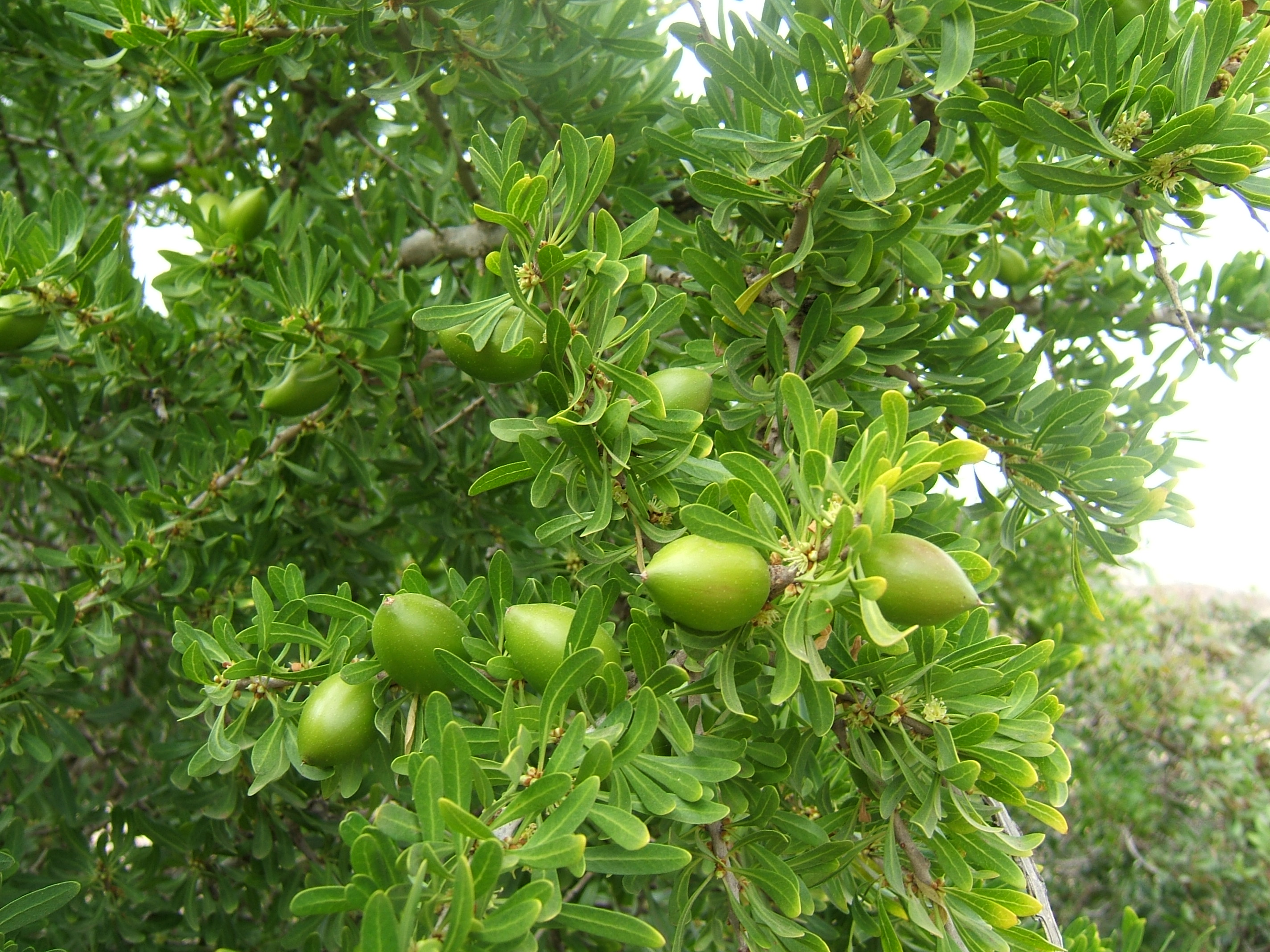
Reifende Früchte
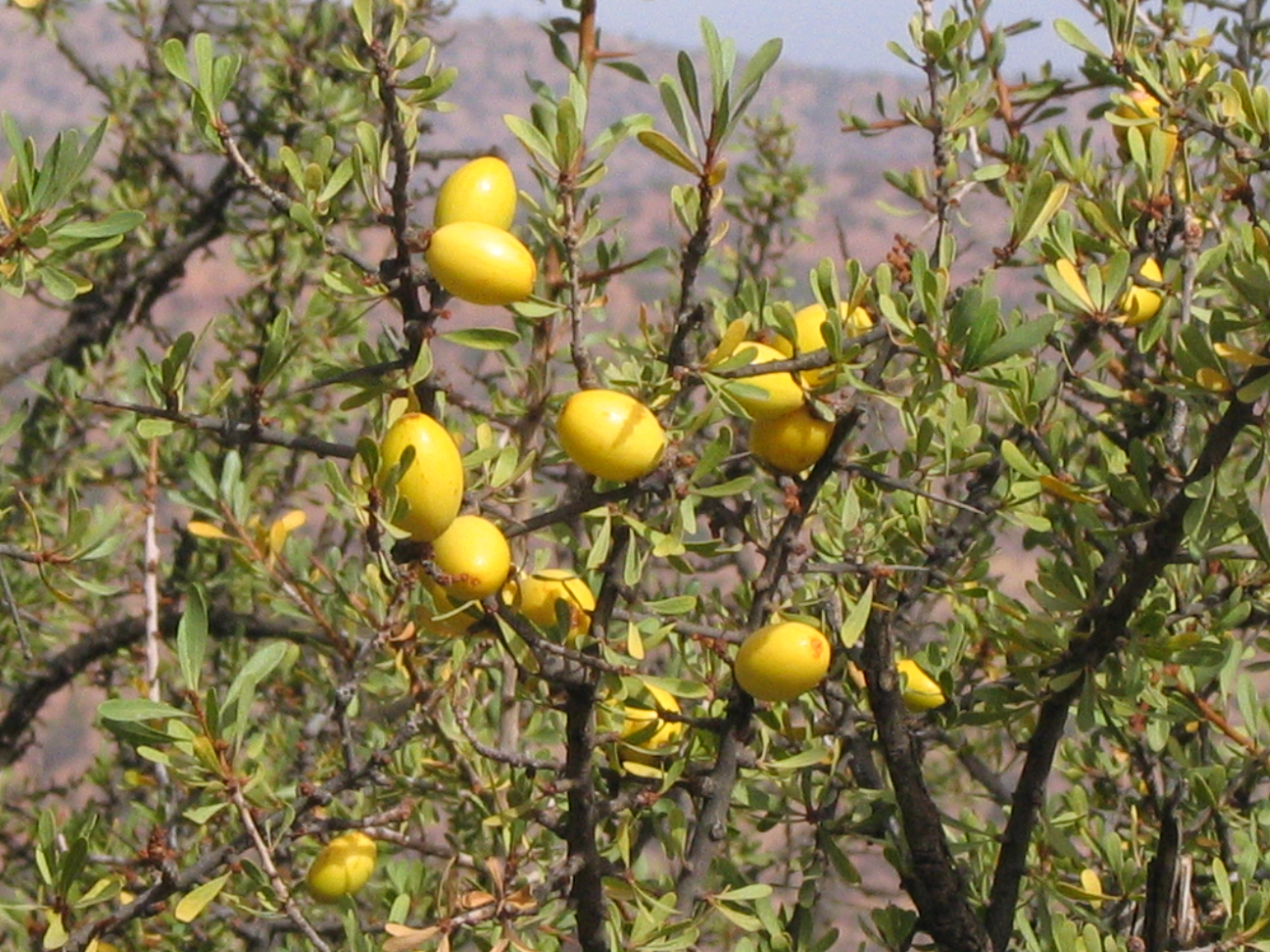
Reife Früchte und Blattwerk
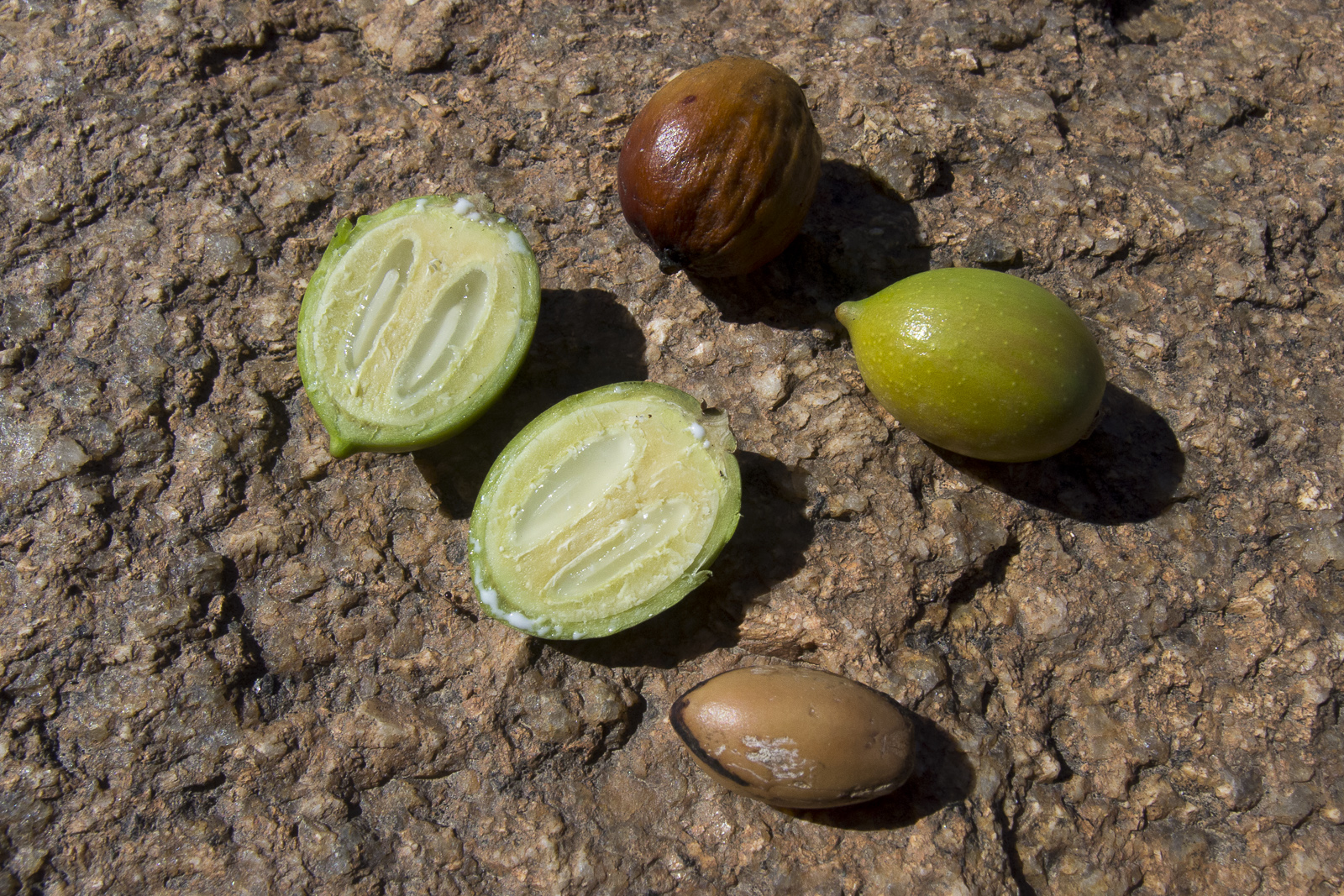
Frucht im Längsschnitt
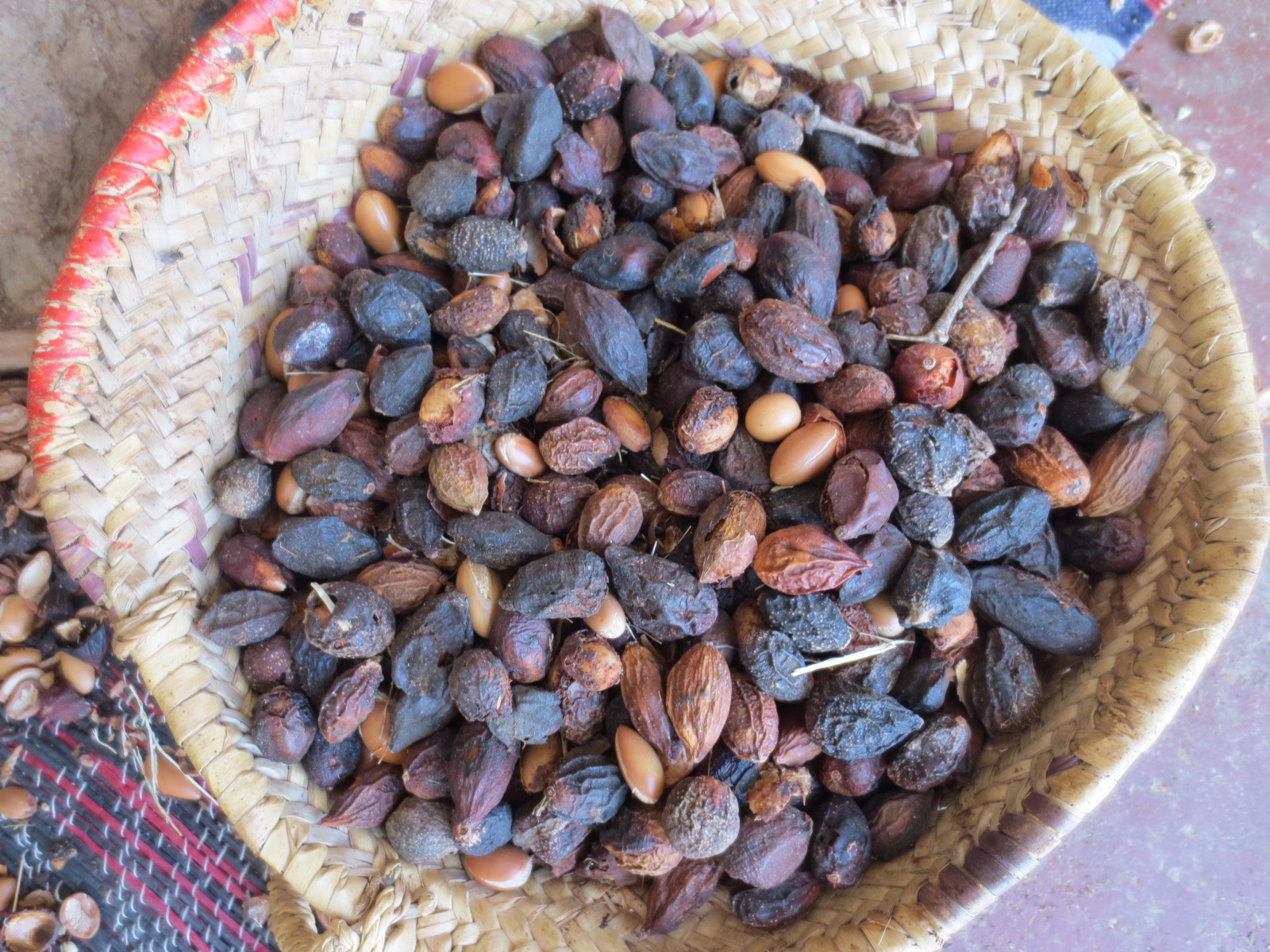
Trockene Früchte und Kerne
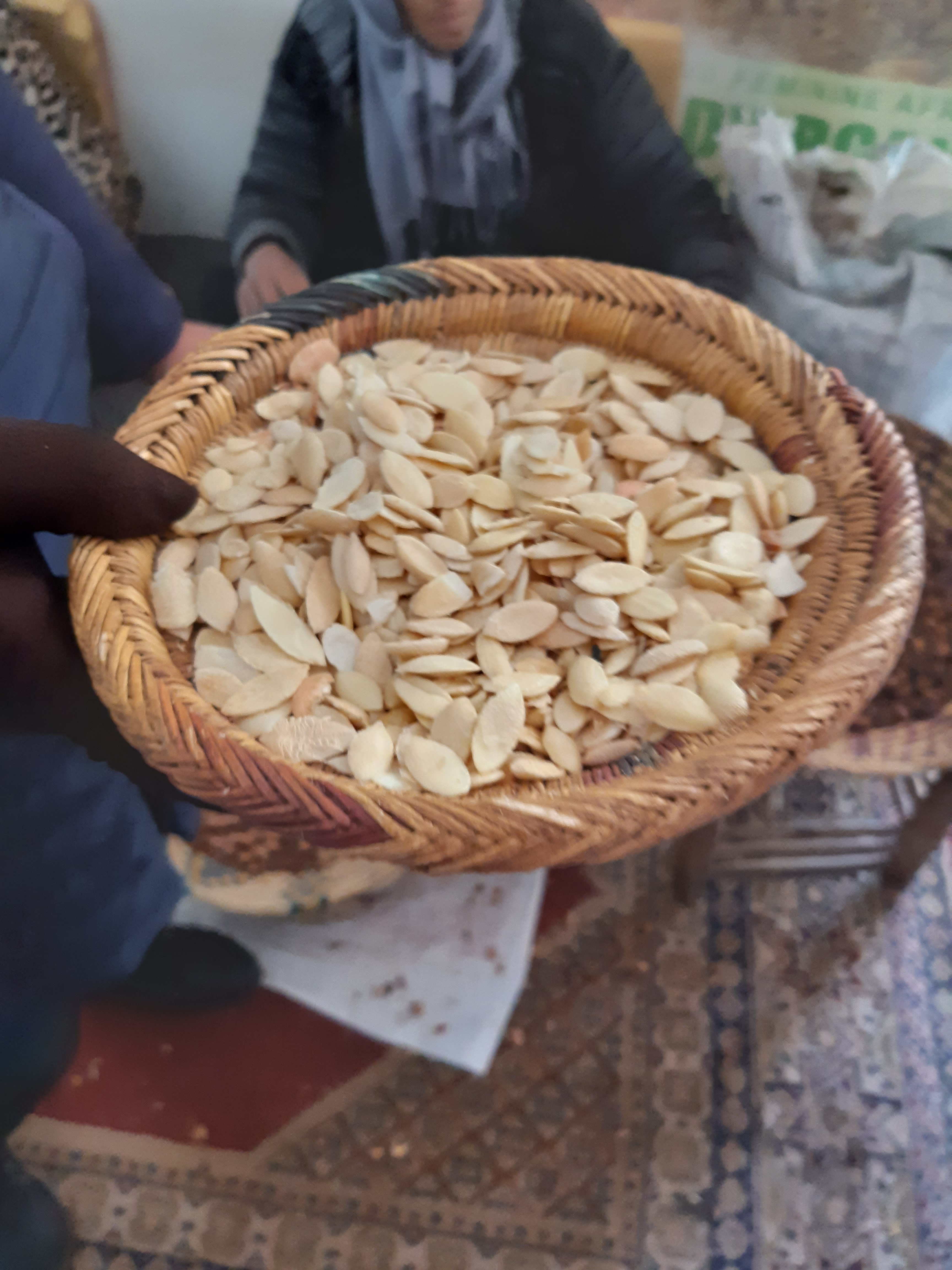
„Samenplättchen“

## Taxonomie
Das Basionym Sideroxylon spinosum  wurde von Carl Linné 1753 erstbeschrieben. Allerdings ist nicht ganz klar welche Pflanze er hier beschrieb. So stellten 1819 Johann Jacob Römer und Joseph August Schultes die neue Gattung Argania auf und stellten die Art als Argania sideroxylum; später sideroxylon hierher. Jedoch änderten sie das Epitheton der Art  von spinosum zu sideroxylum, dies ist aber unkorrekt. Daher revidierte bzw. korrigierte dies Homer Collar Skeels 1911 und änderte den Namen zu Argania spinosa um.
Weitere Synonyme sind Elaeodendron argan Retz., Rhamnus sicula L., Sideroxylon argan (Retz.) Baill., 
Verlangia argan (Retz.) Neck. ex Raf.

## Verwendung
In Marokko wird die Arganie seit Jahrhunderten zur Ölgewinnung angebaut, wobei man es in früheren Zeiten der Natur selbst überließ, für Nachwuchs zu sorgen; erst seit den 1980er Jahren werden staatlich finanzierte Programme zur (Wieder-)Aufforstung unternommen. Die buschartig wachsenden Arganwälder tragen überdies dazu bei, die Wüstenbildung aufzuhalten.

### Bauholz
Vor allem in den baumarmen Regionen des westlichen Antiatlas wurden die krummen, aber äußerst haltbaren Äste des Arganbaums in früheren Zeiten als Bauholz in den Speicherburgen (Agadire) oder Wohnhäusern (Tighremts) der Berber verwendet – nebeneinandergelegt oder wie Flechtwerk ineinander gesteckt, dienten sie über einer tragenden Unterkonstruktion aus Palmstämmen als Zwischenzone der aus Schilf und gestampfter Erde bestehenden Raumdecken und der rampenartigen Treppenaufgänge.
Noch heute findet das schwere, harte und beständige Arganholz bei der zaghaft begonnenen Restaurierung der Agadire Verwendung.

### Arganöl

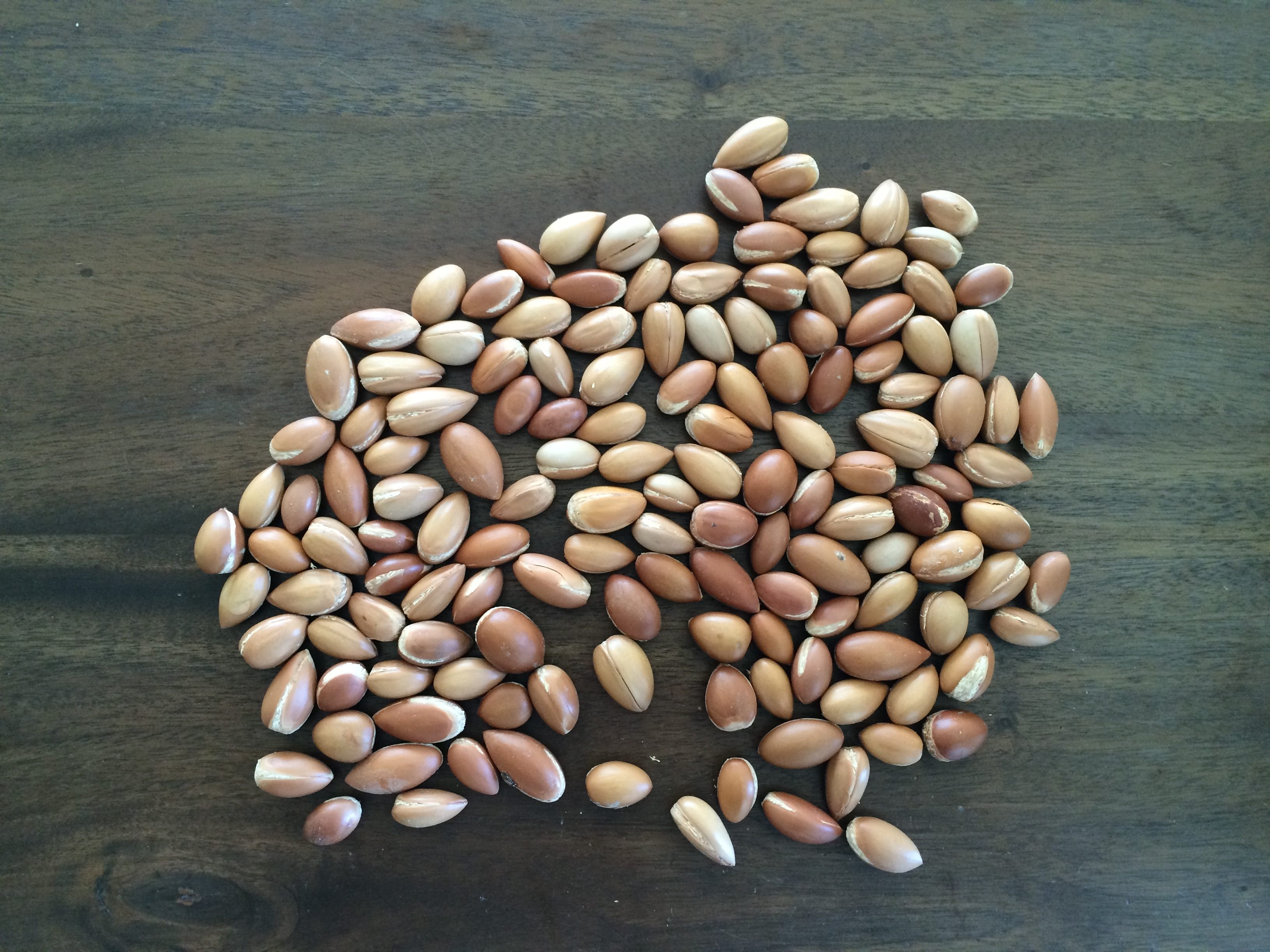
Kerne (Nüsse) des Arganbaumes

Die ausgetrockneten Früchte werden im Sommer (je nach Höhenlage und daraus resultierender Reifezeit im Juli/August/September) traditionell per Hand vom Boden aufgelesen, da sie – wegen der vielen Dornen und der dichten Zweige – nicht vom Baum heruntergeschlagen werden können. In Plantagen findet jedoch auch eine maschinelle Ernte mit Hilfe einer vibrierenden Rüttelmaschine statt; die Früchte fallen dann in ein ausgelegtes Netz und können leicht aufgenommen und in Säcke gefüllt werden. Diese werden in den Häusern oder in den Agadiren bis zur Weiterverarbeitung gelagert.
Die Verarbeitung beginnt mit der Entfernung des trockenen Fruchtfleischs; dann werden die äußerst harten Kerne von Hand mit Hilfe von zwei Steinen aufgeschlagen, um die darin enthaltenen Samenplättchen herauszulösen. Das trockene Fruchtfleisch und die Schalen der Kerne finden zumeist als Brennmaterial im Küchenherd Verwendung. Die Samenplättchen werden bei schwacher Hitze geröstet und anschließend in einer Stein- oder Metallmühle zermahlen; der so entstandene Brei wird unter Zugabe von etwas lauwarmem Wasser so lange geknetet, bis sich das Öl absondert.
Zur Herstellung von einem Liter Arganöl werden etwa 30 kg Früchte (etwa 4,5 kg Kerne) benötigt. Es wird üblicherweise nicht erhitzt, also nicht zum Braten, Dünsten oder Kochen verwendet, sondern dient traditionell als Brotbeilage zu allen Mahlzeiten des Tages. Erst seit kurzem wird es zuweilen auch als Salatöl gereicht.